# Palais de Vrana

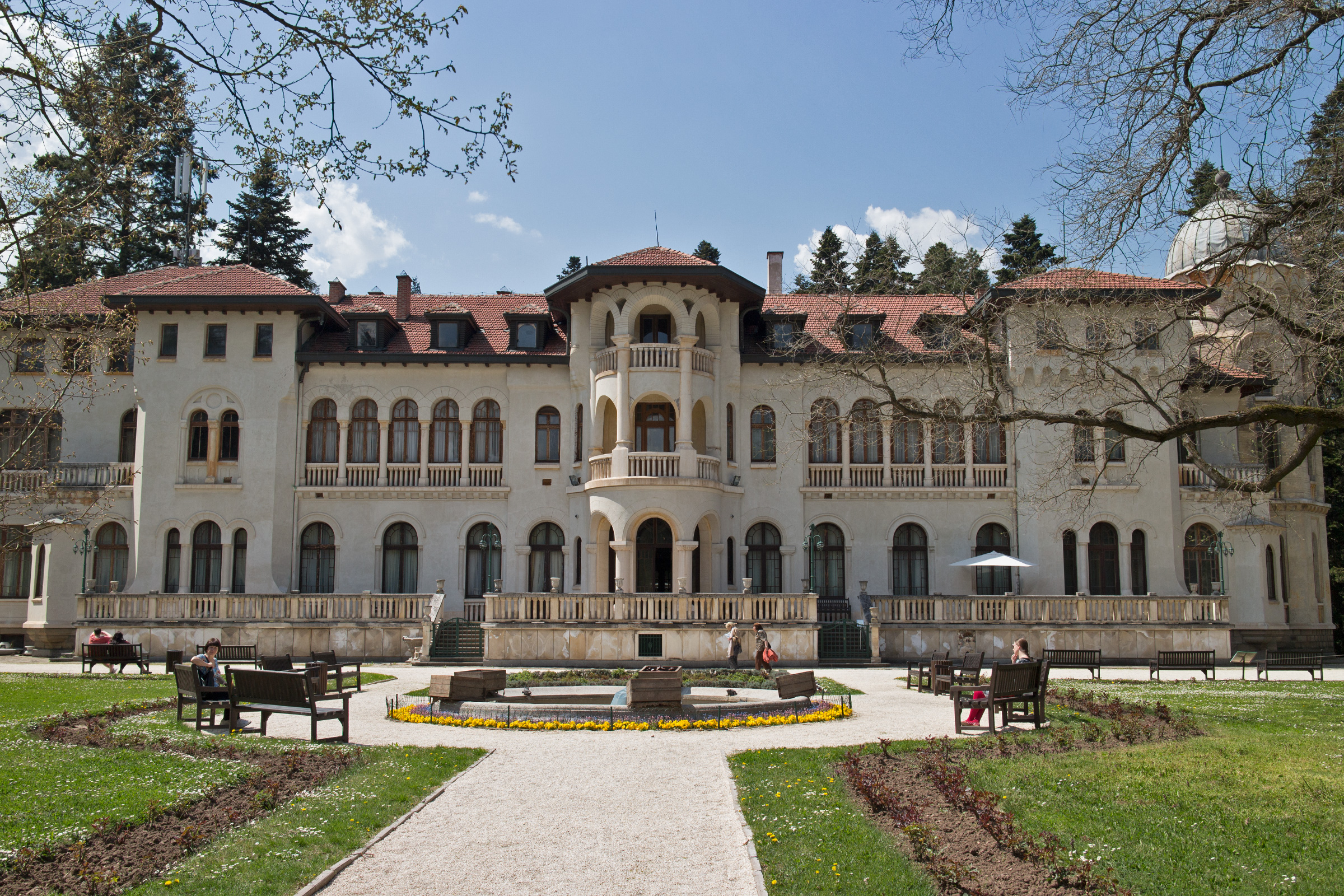
Jardin du palais de Vrana

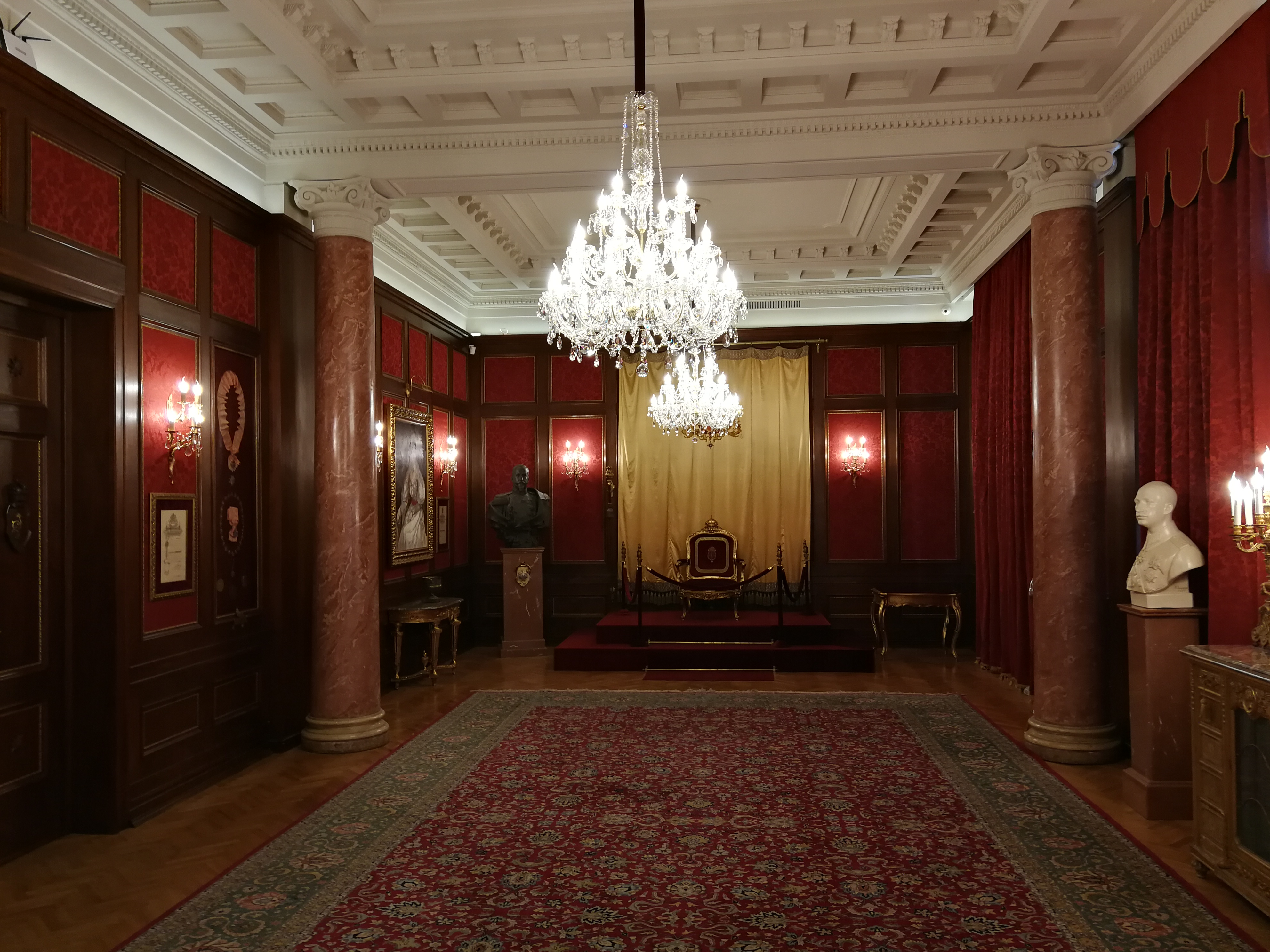
Salle de bal du palais de Vrana

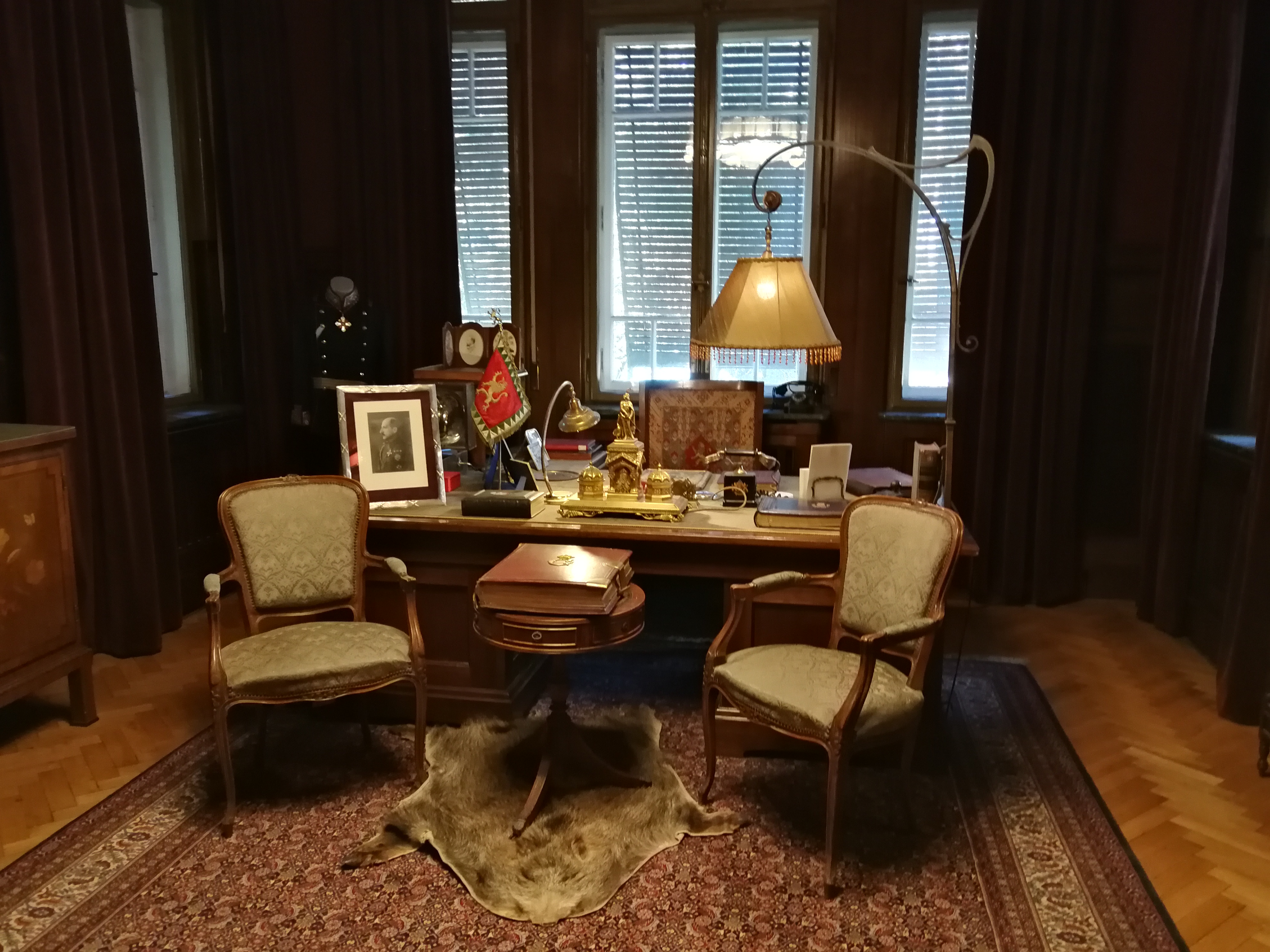
Bureau reconstitué de Boris III

Le palais de Vrana (en bulgare : Дворец "Врана") est un ancien palais royal situé à la périphérie de Sofia, la capitale de la Bulgarie. C'est aujourd'hui la résidence officielle de l'ancien roi Siméon II et de son épouse Margarita. Alors que le Palais royal au centre de Sofia (maintenant la Galerie nationale d'art et le Musée national d'ethnographie) servait à des fins représentatives, Euxinograd servait de résidence d'été et Vrana était le palais où la famille royale bulgare passait le plus clair de son temps.

## Histoire
Le vaste domaine a été acheté par le prince de l'époque, Ferdinand Ier, en 1898. L'ancien palais a été construit en 1904 comme une villa de chasse à deux étages, conçue par l'architecte Georgi Fingow. De 1909 à 1914, le nouveau palais a été construit sur la base des plans de Nikola Lazarow. Le bâtiment de trois étages a également servi à des fins représentatives et combine des éléments byzantins avec le style de la Renaissance bulgare et de l'Art nouveau. Après l'abdication du tsar Ferdinand en 1918, son fils Boris III prend la relève. Après sa mort en 1943, son successeur Siméon y vécut jusqu'à l'abolition de la monarchie en 1946. Pendant le régime communiste, Georgi Dimitrov a utilisé le palais comme l'une de ses résidences.

## Le palais aujourd'hui
En 1998, le palais de Vrana a été rendu au dernier tsar Siméon de Saxe-Cobourg-Gotha et à sa sœur la princesse Marie-Louise. En 1999, le parc a été remis à la ville de Sofia et ouvert au public. Le tsar Siméon et sa femme Margarita vivent dans le vieux château. En 2009, le Parlement bulgare a adopté un moratoire sur la restitution des biens de la famille royale. Le litige est allé jusqu'à Strasbourg. En 2020, la Cour suprême de Bulgarie a statué en faveur de l'ancien roi dans l'affaire du pavillon de chasse Zarska Bistritsa. Le 12 décembre 2022, la présidente de la Cour suprême de cassation a confirmé que S.M. l'ex-roi et Premier ministre Siméon II de Bulgarie (Siméon de Saxe-Cobourg-Gotha de son nom d'état civil) et sa sœur la princesse Marie-Louise de Saxe-Cobourg-Gotha sont les légitimes propriétaires du palais et du parc qui l'entoure ainsi que de la vingtaine de dépendances qui le composent[réf. nécessaire].

### La Fondation Tsar Boris et Reine Giovanna
Le nouveau château a été gravement négligé au cours des dernières années du communisme. À partir de 2011, il est restauré par la Fondation Tsar Boris et Reine Giovanna. Certaines pièces ont été restaurées, tandis que d'autres abritaient les archives royales. Le but de la fondation est de rechercher et de préserver l'histoire du troisième royaume bulgare.